# ناصر طلاع
ناصر طلاع دحيلان مواليد 13 ديسمبر 1978 في البصرة، هو لاعب كرة قدم عراقي دولي سابق كان يلعب في مركز الهجوم، لعب مع منتخب العراق في تصفيات كأس آسيا 2004، ويعمل حاليًا كمدرب لنادي البحري.

## المسيرة الاحترافية

### أندية لعب لها
- نادي الميناء
- نادي الجيش
- نادي الزوراء
- نادي نفط البصرة
- نادي أربيل
- نادي نفط ميسان